# Phương Thạnh
Phương Thạnh là một xã cũ thuộc huyện Càng Long, tỉnh Trà Vinh, Việt Nam.

## Địa lý
Xã Phương Thạnh nằm ở phía đông nam của huyện Càng Long, cách trung tâm huyện khoảng 13 km, có vị trí địa lý:
- Phía đông giáp huyện Châu Thành
- Phía tây giáp xã Bình Phú
- Phía nam giáp xã Huyền Hội và huyện Châu Thành
- Phía bắc giáp xã Đại Phúc và xã Bình Phú.

Xã Phương Thạnh có diện tích 22,26 km², dân số năm 2019 là 12.307 người, mật độ dân số đạt 553 người/km².

## Hành chính
Xã Phương Thạnh được chia thành 10 ấp: Chợ, Đầu Giồng, Giồng Chùa, Hưng Nhượng A, Hưng Nhượng B, Nguyệt Trường, Phú Hòa, Phú Thạnh, Sóc Vinh, Thiện Chánh.

## Lịch sử
Ngày 15 tháng 10 năm 2019, Hội đồng Nhân dân tỉnh Trà Vinh ban hành Nghị quyết 157/NQ-HĐND về việc sáp nhập một phần ấp Giồng Chùa vào ấp Sóc Vinh.

## Kinh tế - xã hội
Kinh tế tiếp tục phát triển, tổng giá trị sản xuất toàn ngành năm 2018 ước đạt 545,94 tỷ đồng, đạt 100,35% Kế hoạch, so cùng kỳ tăng 39,32 tỷ. Trong đó: ngành nông nghiệp đạt 276,16 tỷ đồng, đạt 100,26% Kế hoạch, so cùng kỳ tăng 8,75 tỷ; ngành thủy sản 18,39 tỷ đồng đạt 108,14% Kế hoạch, so cùng kỳ tăng 1,96 tỷ; ngành công nghiệp, tiểu thủ công nghiệp 140,79 tỷ đồng đạt 99,81% Kế hoạch, so cùng kỳ tăng 15,96 tỷ; ngành xây dựng 68,23 tỷ đồng, đạt 99,09% Kế hoạch, so cùng kỳ tăng 7,83 tỷ và ngành dịch vụ 42,37 tỷ đồng, đạt 101,66% Kế hoạch, so cùng kỳ tăng 4,82 tỷ.
Thu nhập bình quân đầu người đạt 42.150.000 đ/người/năm đạt 100,36% Kế hoạch.

### Giáo dục
1 trường THCS Phương Thạnh tại ấp Đầu Giồng cặp theo Quốc lộ 53.
3 trường Tiểu học: Có 1 điểm chính và 2 điểm lẻ:
- Trường TH Phương Thạnh A tại ấp Chợ (điểm chính)
- Trường TH Phương Thạnh A tại ấp Đầu Giồng (điểm lẻ)
- Trường TH Phương Thạnh B tại ấp Phú Hòa (điểm lẻ).

1 trường Mẫu giáo Ánh Dương tại ấp Đầu Giồng (điểm chính và 3 điểm lẻ ở các ấp: Sóc Vinh, Hưng Nhượng A, Nguyệt Trường).

## Giao thông

### Giao thông bộ
Trên địa bàn xã Phương Thạnh có tuyến giao thông lớn là Quốc lộ 53 và Hương lộ 7 tạo điều kiện thuận lợi cho xã giao lưu phát triển kinh tế - văn hoá – xã hội với các xã, thị trấn trong huyện và bên ngoài. Ngoài ra trên địa bàn toàn xã còn có các tuyến giao thông nông thôn 10/10 ấp đều được bê tông hóa đảm bảo xe 2 bánh lưu thông đến trung tâm xã dễ dàng trong cả hai mùa mưa nắng.
Hệ thống giao thông của xã thời gian qua tuy đã phát triển, nhưng trong tương lai cần đầu tư mạnh để phát triển hệ thống giao thông đảm bảo phục vụ cho nhân dân lưu thông và vận chuyển hàng hoá ngày càng tăng.

### Giao thông thủy
Xã Phương Thạnh có hệ thống mạng lưới sông ngòi và kênh dày đặc thuận lợi cho việc phát triển nông nghiệp, và nuôi trồng thủy sản.